# Place Gilbert-Perroy
La place Gilbert-Perroy est une place située dans le quartier du Petit-Montrouge du 14e arrondissement de Paris.

## Situation et accès
La place Gilbert-Perroy est desservie à proximité la ligne 4 à la station Mouton-Duvernet.

## Origine du nom
Elle porte le nom de Gilbert Perroy (1908-1984), ancien maire de l'arrondissement, de 1946 à 1977, et fondateur de la Société historique et archéologique du 14e arrondissement.
Il est l’auteur de Histoire du XIVe arrondissement de Paris, Bordas, 1952.

## Historique
La place est créée et prend sa dénomination actuelle le 3 avril 1990.

## Bâtiments remarquables et lieux de mémoire

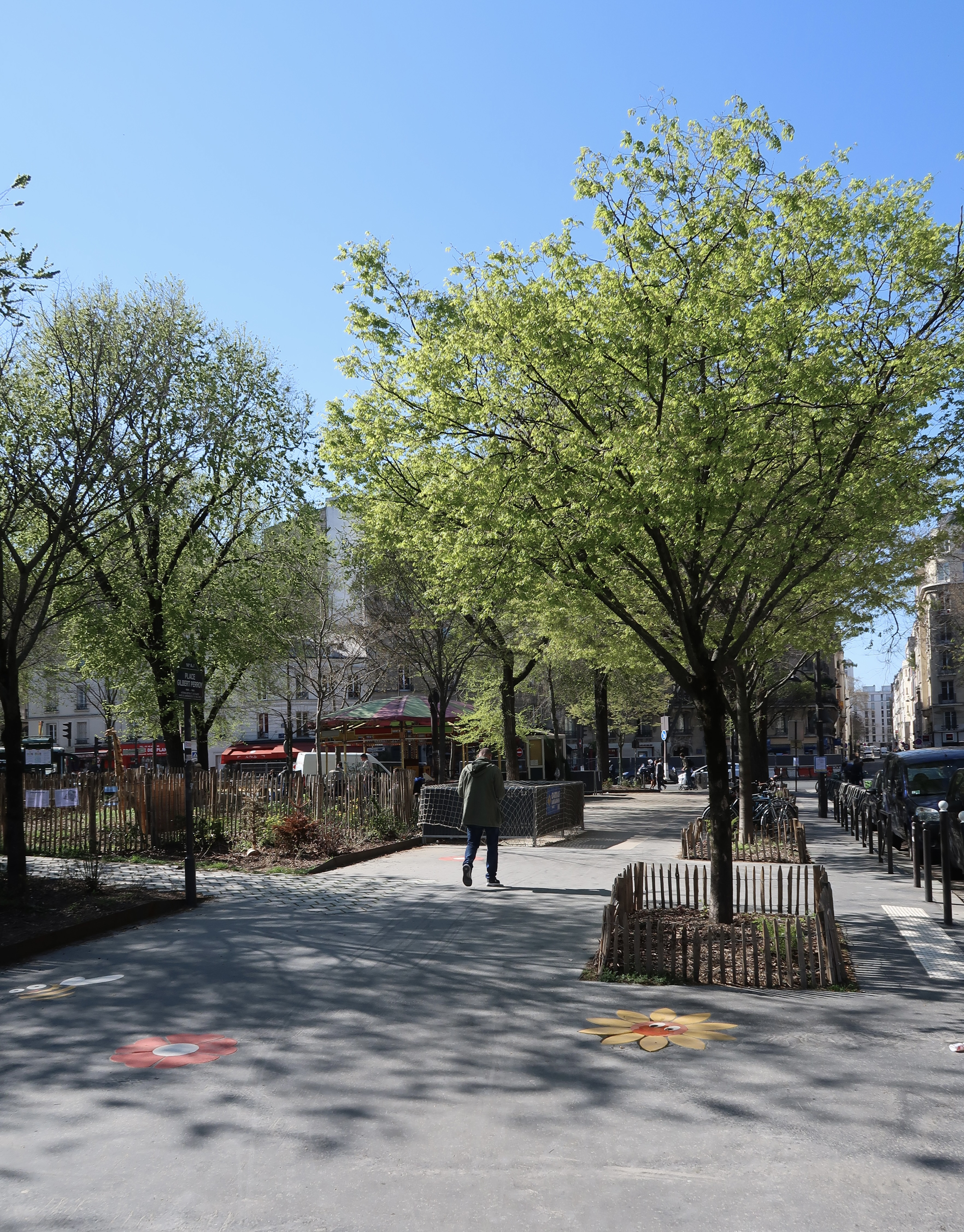
Autre vue de la place.

- Le square de l'Aspirant-Dunand et le square Ferdinand-Brunot sont voisins de cette place.
- La place accueille également l'une des fontaines Wallace de l'arrondissement.
- Le terre-plein est un rendez-vous pour les boulistes du quartier.
- Emplacement du moulin à vent de la Croix du Gord. Il figure sur le plan de Roussel (1731) et sur le plan de la seigneurie de Vanves établi entre 1770 et 1784. Il est signalé en activité en 1801 sur la liste des moulins de Vaugirard. Il se trouvait à l’est du chemin d’Orleans (avenue du Maine) et en bordure du chemin du Gord (rue des Plantes et rue Gassendi)[2].